# Colossendeis avida
Colossendeis avida är en havsspindelart som beskrevs av Pushkin, A.F. 1970. Colossendeis avida ingår i släktet Colossendeis och familjen Colossendeidae. Inga underarter finns listade i Catalogue of Life.